# Estância Roque
Estância Roque (Crioulo cabo-verdiano, ALUPEC: Stansía Roki) é uma vila do município de Santa Catarina do Fogo, em Cabo Verde.

## Vilas próximas ou limítrofes
- Cova Figueira, sudeste
- Figueira Pavão, sudoeste